# Lady

Lady Lilith di Dante Gabriel Rossetti

Lady è un termine inglese usato anticamente per indicare una donna di elevata classe sociale, nonché una donna signorile e, a partire da fine 1800, qualsiasi donna in generale. È considerato il corrispettivo femminile di lord o di gentleman.

## Etimologia
Il termine deriva dall'inglese antico hlæfdige, indicante la moglie di un lord o la padrona di una casa; hlæfdige è un composto di hlaf ("pane") e di un secondo termine la cui identità non è del tutto certa, ma è molto probabilmente dige ("donna giovane", "donna nubile" o anche "vergine", termine correlato a dæge, "domestica", "serva"), e quindi ha il significato originario di "colei che impasta il pane". 
Attestato nel XIII secolo in forme quali lafdi, læfdi, lefdi, leafdi e lavede, si è evoluto nella forma attuale perdendo la -f- intermedia intorno al XIV secolo.

## Utilizzo
L'uso di questa parola per indicare una donna di rango più elevato del parlante è attestato fin dal 1200; come appellativo onorifico, il titolo di lady era dovuto alle mogli di cavalieri e alle figlie degli earl, e a tutte quelle di grado superiore a loro.
Dal XIV secolo il termine acquisisce anche il senso di "donna oggetto di amore cavalleresco". L'apparire di aggettivi quali ladily (sempre 1400) e ladylike ("delicato", "elegante", anni 1580) portano al significato attestato a partire dal 1861 di "donna i cui modi e le cui sensibilità sono appropriate al suo rango nella società", mentre è a partire dagli anni 1890 che il termine viene applicato comunemente a qualsiasi donna.
Significativo è inoltre il suo utilizzo in campo religioso, applicato alla Vergine Maria (al maiuscolo, Lady): tale uso ha dato luogo ad una vasta serie di toponimi, fitonimi e altri nomi, ad esempio ladybug o ladybird (la coccinella, che sta per [Our] Lady's bug/bird, "l'insetto/l'uccello di Nostra Signora"), nonché ladyfern, lady's finger ("dito della Signora"), lady's mantle ("mantello della Signora"), lady's slipper ("pantofole della Signora"), lady's smock ("grembiule della Signora") e via dicendo.